# Steven López
Steven López Mendieta (Nueva York, 9 de noviembre de 1978) es un deportista estadounidense que compitió en taekwondo. Ha sido cinco veces campeón del mundo y doble campeón olímpico al ganar la medalla de oro en Sídney 2000 y Atenas 2004.
Se graduó con honores en el Kempner High School de Sugar Land, Texas en 1997. Su lema es "Nunca ceder", referido a que nunca hay que rendirse en áreas de la superación como persona y deportista.

## Palmarés internacional
Participó en cinco Juegos Olímpicos de Verano entre los años 2000 y 2016, obteniendo tres medallas, dos de oro y una de bronce. En los Juegos Panamericanos consiguió tres medallas entre los años 1999 y 2015.
Ganó cinco medallas en el Campeonato Mundial de Taekwondo entre los años 2001 y 2009, y tres medallas en el Campeonato Panamericano de Taekwondo entre los años 1994 y 1998.
| Juegos Olímpicos        | Juegos Olímpicos                  | Juegos Olímpicos  | Juegos Olímpicos |
| Año                     | Lugar                             | Medalla           | Categoría        |
| ----------------------- | --------------------------------- | ----------------- | ---------------- |
| 2000                    | Sídney (Australia)                | Medalla de oro    | –68 kg           |
| 2004                    | Atenas (Grecia)                   | Medalla de oro    | –80 kg           |
| 2008                    | Pekín (China)                     | Medalla de bronce | –80 kg           |
| Campeonato Mundial      |                                   |                   |                  |
| Año                     | Lugar                             | Medalla           | Categoría        |
| 2001                    | Jeju (Corea del Sur)              | Medalla de oro    | –72 kg           |
| 2003                    | Garmisch-Partenkirchen (Alemania) | Medalla de oro    | –78 kg           |
| 2005                    | Madrid (España)                   | Medalla de oro    | –78 kg           |
| 2007                    | Pekín (China)                     | Medalla de oro    | –78 kg           |
| 2009                    | Copenhague (Dinamarca)            | Medalla de oro    | –80 kg           |
| Juegos Panamericanos    |                                   |                   |                  |
| Año                     | Lugar                             | Medalla           | Categoría        |
| 1999                    | Winnipeg (Canadá)                 | Medalla de oro    | –68 kg           |
| 2003                    | Santo Domingo (Rep. Dominicana)   | Medalla de oro    | –80 kg           |
| 2015                    | Toronto (Canadá)                  | Medalla de bronce | –80 kg           |
| Campeonato Panamericano |                                   |                   |                  |
| Año                     | Lugar                             | Medalla           | Categoría        |
| 1994                    | Heredia (Costa Rica)              | Medalla de plata  | –50 kg           |
| 1996                    | La Habana (Cuba)                  | Medalla de oro    | –64 kg           |
| 1998                    | Lima (Perú)                       | Medalla de oro    | –64 kg           |

## Biografía

### Introducción
Nacido en Nueva York, Estados Unidos, el 9 de noviembre de 1978, sus padres son Julio López y Ondina Mendieta de origen nicaragüense. El matrimonio López Mendieta procreó cuatro hijos: Jean, Steven, Diana y Mark.

### Los hermanos López
Los hermanos López forman parte del círculo dorado de los deportistas de origen latinoamericano o hispano que han dado renombre deportivo a los Estados Unidos de América.
El hermano mayor Jean, es considerado como uno de los mejores entrenadores de los Estados Unidos siendo parte del personal de entrenadores de la Unión de Taekwondo de los Estados Unidos (USTU siglas de United States Taekwondo Union) y ganó la medalla de plata en el Campeonato Mundial de 1995 en Filipinas. Es el entrenador de Steven y desde 1996 junto con Paris Amani abrieron el renombrado "Elite Taekwondo Center" en Houston, cercana a Sugar Land en donde la familia López ha fijado su residencia. En 1994 había ganado el Campeonato Panamericano celebrado en San José, Costa Rica.
Los hermanos menores, Diana y Mark, integraron junto a Steven el equipo olímpico de Taekwondo de los Estados Unidos en los Juegos Olímpicos de Pekín 2008.
Diana, ha sido miembro del Equipo Juvenil Nacional de Estados Unidos, ganando medalla de oro en el Campeonato Mundial Juvenil de Estambul, Turquía en 1998. Ganó el oro en los 59 kg en el Campeonato Mundial de Taekwondo de 2005 en Madrid, España. En Pekín 2008 fue medallista de bronce.
Mark, ganó la medalla de bronce en el Campeonato Mundial Juvenil celebrado en Edmonton, Canadá en 1999. Obtuvo el oro en los 67 kg en el Campeonato Mundial de Taekwondo de 2005 en Madrid, España. En Pekín 2008 fue medallista de plata.

### Actualidad
En 2005, Steve, Diana y Mark hicieron historia cuando fueron los primeros hermanos, de cualquier deporte, que ganaron títulos mundiales al mismo tiempo, en el Campeonato Mundial del Taekwondo en Madrid, España.
A sus 33 años, Steven y su hermana Diana integraron el equipo nacional olímpico de los Estados Unidos que compitió en el torneo de Taekwondo de los Juegos Olímpicos de Londres 2012. Steven, con 37 años, integró el equipo nacional olímpico de los Estados Unidos que compitió en el torneo de Taekwondo de los Juegos Olímpicos de Río 2016 sin conseguir medalla.